# Поляшов, Анатолий
Анатолий В. Поляшов (род. 1936) — советский хоккеист, нападающий.

## Биография
Выступал за команды «Динамо» Новосибирск (1955/56 — 1961/62), «Металлург» Новокузнецк (1962/63 — 1964/65), «Строитель» Караганда. В классе «А» провёл восемь сезонов (1955/56 — 1962/63, 1964/65).